# 马列奇基诺农村居民点
马列奇基诺农村居民点（俄语：Малечкинское сельское поселение）是俄罗斯联邦沃洛格达州切列波韦茨区所属的一个农村居民点。其下辖有11个居民点，行政中心为马列奇基诺。据2015年统计，该农村居民点的人口为2148人。